# Christopher Scarver
Christopher J. Scarver (Milwaukee, 6 luglio 1969) è un criminale statunitense, noto per aver ucciso in carcere il serial killer Jeffrey Dahmer e l'omicida Jesse Anderson.

## Biografia
Secondo di cinque figli, frequentò la James Madison High School, prima di essere espulso ed essere cacciato di casa dalla madre a causa dell'alcolismo. Scarver venne assunto come apprendista falegname nel programma di lavoro Youth Conservation Corps, al processo disse che gli era stata promessa una promozione a supervisore e un contratto a tempo pieno, ma alla fine del programma venne licenziato. Egli incolpò di questo il gestore dell'attività, John P. Feyen.
Il 1º giugno 1990 Scarver si recò con una pistola nell'ufficio di Feyen, credendo fosse solo, ma con lui c'era Steve Lohman; Scarver minacciò i due, dicendo di aver bisogno di soldi, ma quando ricevette da Lohman solo 15 dollari, gli sparò alla testa. Secondo le autorità, Scarver disse: «Credi stia scherzando, Mr. Hitler? Ho bisogno di soldi». Sparò altre due volte a Lohman, prima di ricevere un assegno di 3.000 dollari da Feyen: quest'ultimo riuscì a scappare e a denunciare Scarver alle autorità. Scarver fu arrestato e condannato all'ergastolo da scontare nel Columbia Correctional Institution, a Portage, Wisconsin, nel 1992. Durante il suo soggiorno in prigione fu dichiarato malato di schizofrenia.
La mattina del 28 novembre 1994 fu assegnato al programma di pulizie insieme al serial killer Jeffrey Dahmer e Jesse Anderson. Quando le guardie di sorveglianza lasciarono soli i tre, Scarver colpì Dahmer e Anderson con una barra di metallo trafugata dalla palestra del carcere. Quindi tornò nella sua cella. Notato da uno dei sorveglianti, questi gli chiese perché non stesse ancora lavorando. Scarver rispose: «Dio mi ha detto di farlo. Potrai sentirlo al notiziario delle 6. Dahmer e Anderson sono morti». Jeffrey Dahmer venne dichiarato deceduto durante il trasferimento all'ospedale, mentre Anderson morì dopo due giorni di coma, la sera del 30 novembre. Per questi due omicidi Scarver è stato condannato ad altri due ergastoli, nel febbraio 1995, senza la possibilità di ottenere il rilascio su cauzione.
Nel 2005 Christopher Scarver avanza una causa contro i funzionari del Wisconsin Secure Program Facility, sostenendo d'essere stato sottoposto a punizioni crudeli. Durante il processo per questa causa il giudice ha respinto le accuse presentate da Scarver, stabilendo che le azioni dei funzionari penitenziari non possono essere considerate illegali. Scarver fece ricorso presso la Corte d'Appello; quest'ultima però ha confermato la decisione del giudice nel 2006. A seguito di questa decisione da parte della Corte d'Appello, Christopher Scarver rimase ed è tuttora detenuto nel Wisconsin Secure Program Facility.

## Nella cultura di massa
- Nel 2000 la band death metal Macabre ha dedicato a Scarver una canzone del loro album Dahmer.

- Nella miniserie televisiva Dahmer - Mostro: la storia di Jeffrey Dahmer del 2022, Christopher Scarver è interpretato dall'attore Furly Mac[3].